# Clossiana oscarus
Clossiana oscarus är en fjärilsart som beskrevs av Eduard Friedrich Eversmann 1844. Clossiana oscarus ingår i släktet Clossiana och familjen praktfjärilar. Inga underarter finns listade i Catalogue of Life.